# Цейонія Фабія
Цейонія Фабія (лат. Ceionia Fabia, ? — після 175) — римська матрона часів Римської імперії, представниця династії Антонінів.

## Життєпис
Походила з впливового роду Цейоніїв. Після того, як у 136 році її батька Луція Вера було усиновлено імператором Адріаном Цейонія увійшла до династії Антонінів. У 138 році також було визначено, що Фабія вийде заміж за Марка Аврелія, майбутнього імператора. Втім новий імператор Антонін Пій вирішив по іншому — за Марка Аврелія видав власну доньку Фаустіну, а Цейонію Фабію пошлюбив з Плавцієм Квінтіллом. З часом Фабія придбала великий вплив на чоловіка та свого брата Луція Вера, який у 161 році став імператором спільно з Марком Аврелієм. Завдяки цьому вона значним чином впливала на справи в імперії. Її позиції послабилися лише після смерті брата Луція. У 175 році після смерті імператриці Фаустіни намагалася вийти заміж за Марка Аврелія (сама Фабія стала удовою трохи раніше). Втім імператор відмовився. Подальша доля Цейонії Фабії не відома.

## Родина
Чоловік — Плавцій Квінтілл, консул 159 року
Діти:
- Марк Педуцей Плавцій Квінтілл, консул 177 року